# 納內車站
納內車站（日语：／ Osamunai eki */?）是由北海道旅客鐵道（JR北海道）所經營的鐵路車站，位於日本北海道深川市納內町，是JR北海道函館本線沿線的一個無人車站，屬於旭川支社的管轄範圍。
名稱來自原納内村，源自阿伊努語「o-sar-un-nay」，代表下游有蘆葦叢的河川。

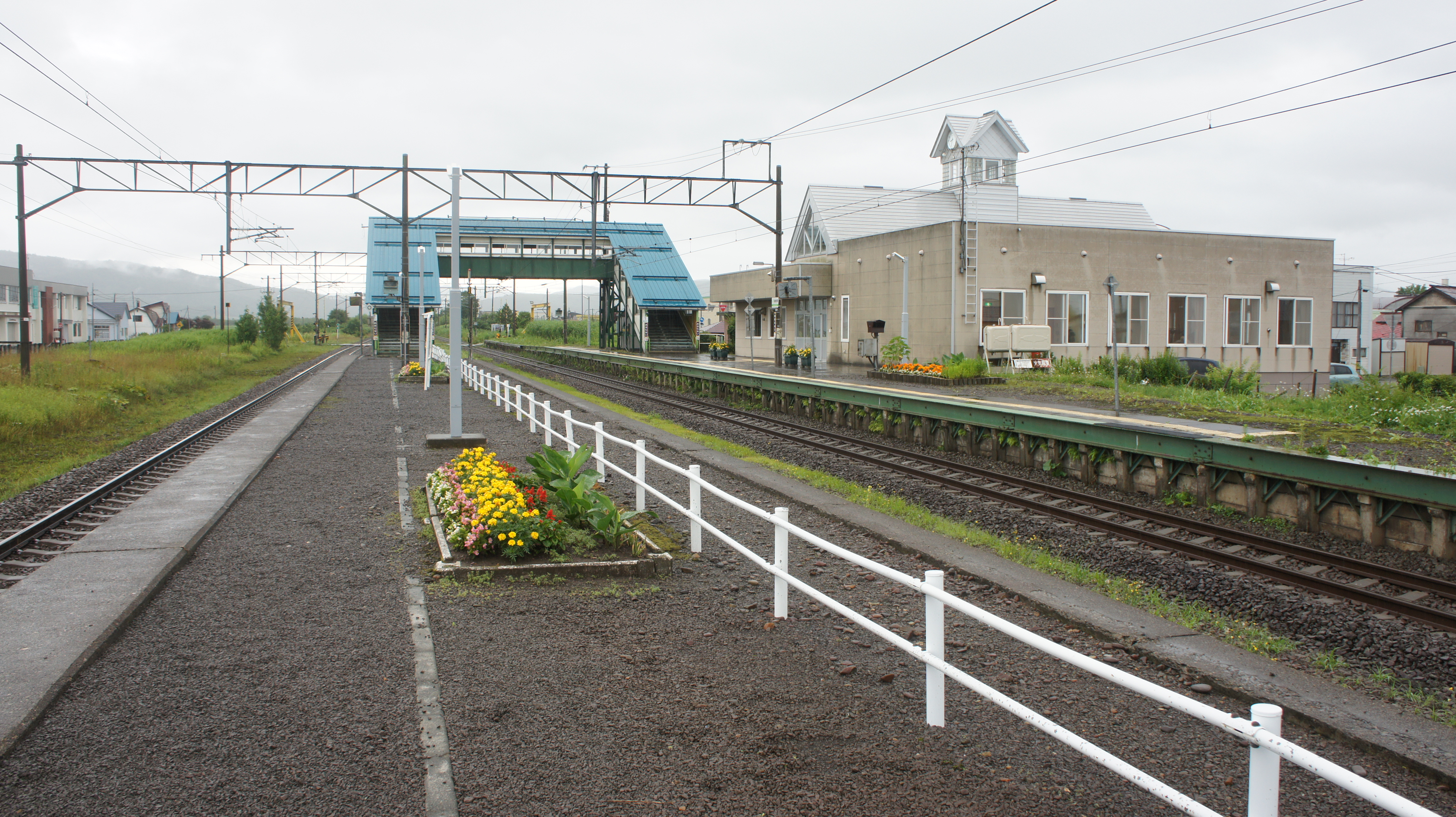
月台(2017年7月)

## 歴史
- 1898年（明治31年）7月16日：作爲北海道官設鉄道的車站開業。
- 1905年（明治38年）4月1日：移交国有鉄道。
- 1969年（昭和44年）10月1日：本站 - 伊納站間改綫（神居古潭站廃止）。
- 1982年（昭和57年）11月15日：貨運服務廃止。
- 1984年（昭和59年）2月1日：行李服務廢止、無人化。
- 1987年（昭和62年）4月1日：国鉄分割民營化、由北海道旅客鉄道（JR北海道）継承。
- 1998年（平成11年）11月1日：站舎改建。
- 2024年（令和6年）3月16日：可以使用IC卡「Kitaca」[2][3][4]。

## 車站構造
站內設有一對對向式月台兩條乘車線，但其中的一座月台原本應該是島式月台的結構，並設置有第三條路線供蘆別線的列車待避使用。由於蘆別線在開發半途計畫遭凍結停工而成為未成線，因此多出的線路也連帶遭廢除而為目前雙線的狀態。
本站目前所使用的站房是在1999年時新落成，除了候車室的功用外，也與深川市役所（市公所）納內支所的辦公室及多用途廳共構。自從新站啟用後，停止了原本委託由車站前商店代為售票的簡易委託車站業務，改為完全的無人車站。
在1969年之前，本站至伊納之間的函館本線原本是沿著與今日不同的路線鋪設，兩站之間還有一名為神居古潭的車站存在。但1969年時伴隨函館本線的電氣化與複線化，兩站之間改線，連帶的神居古潭也一併撤除，被當作除役蒸汽機車的展示場與自行車騎士的休息所使用。

### 月台配置
| 月台 | 路線      | 目的地                       |
| ---- | --------- | ---------------------------- |
| 1    | ■函館本線 | 深川、瀧川、岩見澤、札幌方向 |
| 2    | ■函館本線 | 旭川方向                     |

## 相鄰車站
北海道旅客鐵道（JR北海道）
■函館本線
深川（A24）－納內（A25）－伊納（A26）－近文（A27）